# Coordenadas trilineales
En geometría, las coordenadas trilineales x:y:z de un punto respecto a un triángulo se especifican mediante sus distancias a las rectas que contienen los segmentos que forman los lados del triángulo. Las coordenadas trilineales son un ejemplo de coordenadas homogéneas. A menudo son designadas simplemente como "trilineales".
La relación x:y es la proporción entre las distancias perpendiculares desde un punto a los lados (extendidos si es necesario) opuestos a los vértices A y B respectivamente; la relación y:z es la proporción de las distancias perpendiculares del punto a las líneas opuestas a los vértices B y C respectivamente; y así mismo para z:x y los vértices C y A.
En el diagrama a la derecha, las coordenadas trilineales del punto interior indicado son las distancias reales ( a' ,  b' ,  c' ), o las equivalentes en forma de cociente,  ka' : kb' : kc'  para cualquier constante positiva k. Si un punto está en un lateral del triángulo de referencia, su correspondiente coordenada trilineal es 0. Si un punto exterior está en el lado opuesto de una línea lateral respecto al interior del triángulo, su coordenada trilineal asociada con ese margen es negativa. Es imposible que las tres coordenadas trilineales sean negativas simultáneamente.

## Notación
La notación relativa trilineal  x: y: z es diferente de la notación triple ( a ' ,  b' ,  c' ) para distancias reales orientadas. Aquí, cada uno de los valores  x,  y, y  z no tiene ningún significado por sí mismo; pero su relación con cada uno de los otros sí tiene significado. Por lo tanto, debe evitarse la "notación con comas" para las coordenadas trilineales, porque la notación (x, y, z), referida a una terna ordenada de datos, no permite por ejemplo hacer que (x, y, z) = (2x, 2y, 2z), mientras que la "notación de puntos" sí permite expresiones como x: y: z = 2x: 2y: 2z.

## Ejemplos
Las coordenadas trilineales del incentro de un triángulo ABC son 1: 1: 1; es decir, las distancias (dirigidas) desde el incentro a las líneas laterales BC, CA, AB son proporcionales a las distancias reales, denotadas por (r, r, r), donde r es el radio de la circunferencia inscrita al triángulo ABC. Dadas las longitudes de los lados a, b, c, se tiene que:
- A = 1 : 0 : 0
- B = 0 : 1 : 0
- C = 0 : 0 : 1
- Incentro = 1: 1: 1
- Centroide = bc: ca: ab = 1 /a: 1/b: 1/c = csc A: csc B: csc C
- Circuncentro = cos A: cos B: cos C
- Ortocentro = sec A: sec B: sec C
- Centro de nueve puntos = cos (B − C): cos (C − A): cos (A − B)
- Punto simediano = a: b: c = sen A: sen B: sen C
-  A-excéntrico = −1: 1: 1
-  B-excéntrico = 1: −1: 1
-  C-excéntrico = 1: 1: −1

Debe tenerse en cuenta que en general, en un triángulo cualquiera el incentro no coincide con el centroide; cuyas coordenadas baricéntricas son 1: 1: 1 (lo que significa que son iguales las áreas de los triángulos BGC, CGA y AGB, donde G = centroide).
Por ejemplo, el punto medio del lado BC, tiene coordenadas trilineales con respecto a las longitudes reales de los lados (a, b y c) {\displaystyle (0,{\frac {\Delta }{b}},{\frac {\Delta }{c}})}, siendo {\displaystyle \Delta } el área del triángulo, que en forma de distancias relativas se simplifica tomando la forma {\displaystyle 0:ca:ab}.
La altura del pie de la perpendicular desde el punto A a  BC es {\displaystyle (0,{\frac {2\Delta }{a}}\cos C,{\frac {2\Delta }{a}}\cos B),} que en distancias relativas se simplifica a {\displaystyle 0:\cos C:\cos B.}: p. 96 

## Fórmulas

### Colinearidad y concurrencia
Las coordenadas trilineales permiten utilizar muchos métodos algebraicos sobre la geometría del triángulo. Por ejemplo, tres puntos
P = p : q : r
U = u : v : w
X = x : y : z
son colineales si y solo si el determinante
{\displaystyle D={\begin{vmatrix}p&q&r\\u&v&w\\x&y&z\end{vmatrix}}}
es igual a cero. Por lo tanto, si x: y: z es un punto variable, la ecuación de una línea a través de los puntos P y U es D = 0,: p. 23  de lo que se deduce que cada recta tiene una ecuación lineal homogénea en x, y, z. Cada ecuación de la forma  lx + mi + nz = 0 en coeficientes reales es una recta real de puntos finitos a menos que l: m: n sea proporcional a a: b: c, las longitudes laterales, en cuyo caso se tiene un lugar geométrico de puntos en el infinito.: p. 40 
El enunciado dual del anterior es que las líneas
 pα qβ + rγ = 0
 uα vβ + wγ = 0
 xα + yβ + zγ = 0
concurren en un punto (α, β, γ) si y solo si D = 0: p. 28 
También, si se utilizan distancias reales cuando se evalúa el determinante D, entonces (Área de (PUX)) = KD, donde K = abc/8∆2 si el triángulo PUX tiene la misma orientación (hacia la derecha o hacia la izquierda) que el triángulo ABC, y K = –abc/8∆ 2 en caso contrario.

### Líneas paralelas
Dos líneas con las ecuaciones trilineales {\displaystyle lx+my+nz=0} y {\displaystyle l'x+m'y+n'z=0} son paralelas si y solo si: p. 98, #xi 
{\displaystyle {\begin{vmatrix}l&m&n\\l'&m'&n'\\a&b&c\end{vmatrix}}=0}
donde a, b, c son las longitudes de los lados.

### Ángulo entre dos líneas
Las tangentes de los ángulos entre dos líneas con las ecuaciones trilineales {\displaystyle lx+my+nz=0} y {\displaystyle l'x+m'y+n'z=0} se definen por: p.50 
{\displaystyle \pm {\frac {(mn'-m'n)\operatorname {sen} A+(nl'-n'l)\operatorname {sen} B+(lm'-l'm)\operatorname {sen} C}{ll'+mm'+nn'-(mn'+m'n)\cos A-(nl'+n'l)\cos B-(lm'+l'm)\cos C}}.}

#### Líneas perpendiculares
Por lo tanto, dos líneas con las ecuaciones trilineales {\displaystyle lx+my+nz=0} y {\displaystyle l'x+m'y+n'z=0} son perpendicular si y solo si
{\displaystyle ll'+mm'+nn'-(mn'+m'n)\cos A-(nl'+n'l)\cos B-(lm'+l'm)\cos C=0.}

### Altura
La ecuación de la altura desde el vértice A hacia BC es: p.98, #x 
{\displaystyle y\cos B-z\cos C=0.}

### Línea en términos de distancias desde los vértices
La ecuación de una línea con las distancias p, q, r desde los vértices A, B, ' C de un triángulo, cuyas longitudes de los lados opuestos a dichos vértices son a, b, c; es: p. 97, #viii 
{\displaystyle apx+bqy+crz=0}

### Distancias reales trilineales
Las coordenadas trilineales con los valores  a', b', c'  (siendo las distancias reales perpendiculares a lo lados) satisfacen que: p. 11 
{\displaystyle aa'+bb'+cc'=2\Delta }
para las longitudes de los lados del triángulo a, b, c y área {\displaystyle \Delta }. Esto puede verse en la figura de la parte superior de este artículo: con el punto P interior al triángulo ABC, se forman tres triángulos ( PBC,  ACP  y  PAB) con las áreas respectivas (1/2)aa' ; (1/2) bb' ; y 1/2 cc' .

### Distancia entre dos puntos
La distancia d entre dos puntos con distancias reales trilineales a'i: b'i: c'i viene dada por: p. 46 
{\displaystyle d^{2}\operatorname {sen} ^{2}C=(a'_{1}-a'_{2})^{2}+(b'_{1}-b'_{2})^{2}+2(a'_{1}-a'_{2})(b'_{1}-b'_{2})\cos C}

### Distancia de un punto a una línea
La distancia d desde un punto a'0: b'0: c'0, en coordenadas trilineales de distancias reales, a una línea recta lx + mi + nz = 0 es: p. 48 
{\displaystyle d={\frac {la'_{0}+mb'_{0}+nc'_{0}}{\sqrt {l^{2}+m^{2}+n^{2}-2mn\cos A-2nl\cos B-2lm\cos C}}}}

### Curvas cuadráticas
La ecuación de una cónica según las coordenadas trilineales x: y: z es: p.118 
{\displaystyle rx^{2}+sy^{2}+tz^{2}+2uyz+2vzx+2wxy=0.}
Carece de términos lineales y de términos constantes.
La ecuación de un círculo de radio r con centro en las coordenadas de distancia real ( a', b', c' ) es: p.287 
{\displaystyle (x-a')^{2}\operatorname {sen} 2A+(y-b')^{2}\operatorname {sen} 2B+(z-c')^{2}\operatorname {sen} 2C=2r^{2}\operatorname {sen} A\operatorname {sen} B\operatorname {sen} C.}

#### Circuncónicas
La ecuación en coordenadas trilineales  x, y, z de cualquier circuncónica de un triángulo es: p. 192 
{\displaystyle lyz+mzx+nxy=0.}
Si los parámetros l, m, n son respectivamente iguales a las longitudes de los lados d3l triángulo a, b, c (o los senos de los ángulos opuestos) entonces la ecuación coincide con la circunferencia circunscrita.: p. 199 
Cada circuncónica distinta tiene su propio centro. La ecuación trilineal de la circuncónica con centro  x': y': z'  es: p. 203 
{\displaystyle yz(x'-y'-z')+zx(y'-z'-x')+xy(z'-x'-y')=0.}

#### Incónicas
Cada sección cónica inscrita en un triángulo tiene una ecuación en coordenadas trilineales de la forma: p. 208 
{\displaystyle l^{2}x^{2}+m^{2}y^{2}+n^{2}z^{2}\pm 2mnyz\pm 2nlzx\pm 2lmxy=0,}
con exactamente uno o los tres signos no especificados negativos.
La ecuación de la circunferencia inscrita puede ser simplificada a: p. 210, p.214 
{\displaystyle \pm {\sqrt {x}}\cos {\frac {A}{2}}\pm {\sqrt {y}}\cos {\frac {B}{2}}\pm {\sqrt {z}}\cos {\frac {C}{2}}=0,}
mientras que la ecuación para, por ejemplo, la circunferencia exinscrita adyacente al segmento del lado opuesto al vértice A se puede escribir como: p. 215 
{\displaystyle \pm {\sqrt {-x}}\cos {\frac {A}{2}}\pm {\sqrt {y}}\cos {\frac {B}{2}}\pm {\sqrt {z}}\cos {\frac {C}{2}}=0.}

### Curvas cúbicas
Muchas curvas cúbicas se representan fácilmente usando trilineales. Por ejemplo, el auto-isoconjugado cúbico Z(U,P), definido como el lugar geométrico de un punto X que es el isoconjugado P de X respecto a la línea UX viene dado por la ecuación determinante
{\displaystyle {\begin{vmatrix}x&y&z\\qryz&rpzx&pqxy\\u&v&w\end{vmatrix}}=0}
Entre las cúbicas del tipo Z(U,P) se incluyen las siguientes:
Cúbica de Thomson:   Z(X( 2),X(1)), donde X( 2) = centroide, X(1) = incentro
Cúbica de Feuerbach: Z(X( 5),X(1)), donde X( 5) = punto de Feuerbach
Cúbica de Darboux:   Z(X(20),X(1)), donde X(20) = punto de De Longchamps
Cúbica de Neuberg:   Z(X(30),X(1)), donde X(30) = punto del infinito de Euler

## Conversiones

### Entre coordenadas trilineales y distancias a los lados
Dada una coordenada trilineal x: y: z, para localizar el punto, las distancias reales del punto a los lados se calculan por a' = kx, b' = ky, c' = kz, donde  k puede determinarse por la fórmula {\displaystyle k={\frac {2\Delta }{ax+by+cz}}} en el que a, b, c son las longitudes respectivas de los lados BC, CA, AB; y ∆ es el área del triángulo ABC.

### Entre coordenadas baricéntricas y trilineales
Un punto de coordenadas trilineales x: y: z tiene coordenadas baricéntricas ax: by: cz; donde a, b, c son las longitudes de los lados del triángulo. Por el contrario, un punto con coordenadas baricéntricas α: β: γ tienen coordenadas trilineales α/a: β/b: γ/c.

### Entre coordenadas cartesianas y trilineales
Dado un triángulo de vértices ABC, la posición del vértice B se puede expresar en términos de un par ordenado de coordenadas cartesianas, que se representa algebraicamente como un vector B, con el vértice C como origen. Así mismo, se define el vector de posición del vértice A como A. Entonces cualquier punto P asociado con el triángulo de referencia ABC puede definirse en un sistema cartesiano como un vector P = k1'A k2'B. Si este punto P tiene coordenadas trilineales x: y: z entonces la fórmula de conversión de los coeficientes de k1 y k2 en la representación cartesiana a las coordenadas trilineales es, para las longitudes de los lados del triángulo a, b, c opuestos a los vértices A, B, C,
{\displaystyle x:y:z={\frac {k_{1}}{a}}:{\frac {k_{2}}{b}}:{\frac {1-k_{1}-k_{2}}{c}},}
y la fórmula de conversión de las coordenadas trilineales para los coeficientes en la representación cartesiana es
{\displaystyle k_{1}={\frac {ax}{ax+by+cz}},\quad k_{2}={\frac {by}{ax+by+cz}}.}
De forma más general, si se elige un origen arbitrario donde las coordenadas cartesianas de los vértices son conocidas y representadas por los vectores A, B y C; y si el punto P tiene coordenadas trilineales x: y: z, entonces las coordenadas cartesianas de P son la media ponderada de las coordenadas cartesianas de los vértices utilizando las coordenadas baricéntricas ax, by y cz como pesos. Por lo tanto, la fórmula de conversión de las coordenadas trilineales x, y, z al vector de coordenadas cartesianas P del punto está dada por
{\displaystyle {\underline {P}}={\frac {ax}{ax+by+cz}}{\underline {A}}+{\frac {by}{ax+by+cz}}{\underline {B}}+{\frac {cz}{ax+by+cz}}{\underline {C}},}
donde las longitudes de los lados son | C − B | = a; | A − C | = b; y | B − A | = c.